# Carrer de Lancaster
El carrer de Lancaster és una via urbana del Raval de Barcelona que va des del carrer Nou de la Rambla fins al de l'Arc del Teatre.

## Història
Entre 1771 i 1781, el cerer Miquel Valldejuli va adquirir una part de l'hort de Josep Caravent, i el 1786 va obtenir l'establiment emfitèutic d'una part de l'hort del col·legi de Carmelites de la Rambla, afectat per l'obertura del carrer Nou de la Rambla.
El 1797, el seu fill Miquel Valldejuli i Mallachs va presentar una sol·licitud per a obrir-hi un carrer de 24 pams d'amplada entre aquest i el de Trentaclaus (actualment Arc del Teatre), segons el projecte de l'arquitecte Francesc Renart i Closas, especialista en aquest tipus de treballs. El nou carrer fou batejat amb el nom del aleshores capità general de Catalunya, Agustín de Lancaster.

## Vegeu també

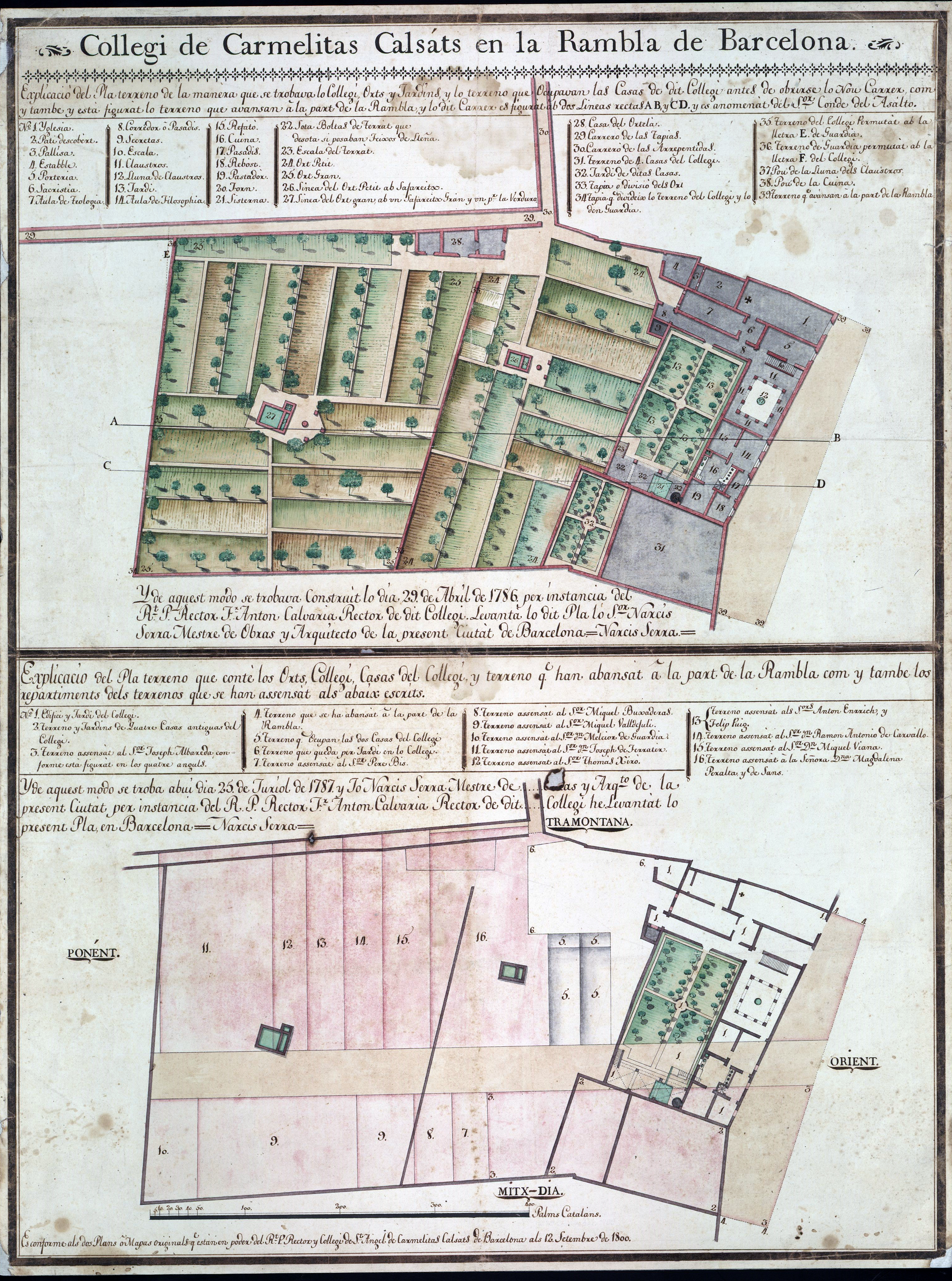
Plànol dels terrenys del col·legi de carmelites (1786 i 1787)